# علائین (لواسان)
علائین یکی از روستاهای دهستان لواسان بزرگ بخش لواسانات در شهرستان شمیرانات استان تهران ایران است.

## جمعیت
جمعیت این روستا بر اساس سرشماری سال ۱۳۹۰ حدود ۱۲۹ نفر در ۶۰ خانوار بوده است.

## مردم
مردم روستای علائین تات هستند و زبان گفتاری آنها تاتی است.